# Miss Venezuela 1976
El Miss Venezuela 1976 fue la vigésima tercera (23º) edición del certamen Miss Venezuela, el cual se celebró en el teatro París (luego conocido como Teatro La Campiña) de Caracas, Venezuela, el 21 de mayo de 1976, después de varias semanas de eventos. Elluz Peraza, Miss Guárico, fue coronada Miss Venezuela 1976 por Miss Venezuela 1975, Maritza Pineda. El 23 de mayo, 36 horas después de ser elegida como Miss Venezuela, Peraza renunció al título para casarse y coronó a Judith Castillo, Miss Nueva Esparta y primera finalista en el concurso, como su sucesora.

## Resultados
| Resultado           | Candidata                         |
| ------------------- | --------------------------------- |
| Miss Venezuela 1976 | - Nueva Esparta — Judith Castillo |
| 1ª Finalista        | - Lara — María Genoveva Rivero    |
| 2ª Finalista        | - Miranda — Betzabeth Ayala       |
| 3ª Finalista        | - Bolívar — Ana Flor Raucci       |
| 4ª Finalista        | - Mérida — Zoritza Ljubisavljević |

### Premiaciones especiales
| Premio                                                                      | Candidata Ganadora              |
| --------------------------------------------------------------------------- | ------------------------------- |
| Miss Fotogénica (electa por el Círculo de Reporteros Gráficos de Venezuela) | Guárico — Elluz Peraza          |
| Miss Amistad                                                                | Nueva Esparta — Judith Castillo |
| Miss Simpatía                                                               | Mérida — Zoritza Ljubisavljević |

## Candidatas Oficiales
| Estado              | Candidata                      |
| ------------------- | ------------------------------ |
| Anzoátegui          | Herminia Carrasco              |
| Aragua              | Frieda Carolina Kummerow       |
| Barinas             | Migdalia Rivero                |
| Bolívar             | Ana Flor Raucci                |
| Carabobo            | María Estela Paz               |
| Departamento Vargas | Jenny Goteinheins Orihuela     |
| Distrito Federal    | Sonia Margarita De Chene       |
| Guárico             | Elluz Coromoto Peraza González |
| Lara                | María Genoveva Rivero Giménez  |
| Mérida              | Zoritza Ljubisavljević Vlajić  |
| Miranda             | Betzabeth Ayala                |
| Nueva Esparta       | Judith Josefina Castillo Uribe |
| Táchira             | María Cecilia Castillo         |
| Trujillo            | Sonia Santamaría               |
| Zulia               | Leida Adrianza                 |

## Participación en concursos internacionales
- Judith Castillo (Nueva Esparta) fue 1ª Finalista del Miss Universo 1976 en Hong Kong, China.
- María Genoveva Rivero (Lara) fue semifinalista del Miss Mundo 1976 en Londres, Inglaterra. Falleció en el 2021.
- Betzabeth Ayala (Miranda) fue semifinalista del Miss Internacional 1976 en Tokio, Japón.
- Zoritza Ljubisavljevic (Mérida) resultó 2ª finalista en el Miss Turismo Centroamericano y del Caribe 1976 en Santo Domingo, República Dominicana.
- Flor Raucci  (Bolívar) fue al Miss Young Internacional 1976, clasificando entre las 15 semifinalistas en Tokio, Japón

## Eventos posteriores y Notas
- Elluz Peraza (Guárico), luego de renunciar a la corona, desarrolló una vida profesional como actriz, consiguiendo ser una de las más conocidas y populares de Venezuela.
- Judith Castillo (Nueva Esparta) desarrollo una carrera profesional como animadora y, en menor medida, como actriz. Actualmente es abogada.
- Ana Flor Raucci (Bolívar), una escritora, que lleva al papel sus experiencias vitales.
- Zoritza Ljubisavljevic (Mérida) es tía paterna de Veruzka Betania Ljubisavljevic Rodríguez Miss Vargas y Miss Venezuela Mundo 2017 y quien representó a Venezuela en el Miss Mundo 2018 clasificando en el Top 30.

- Datos: Q6877932